# Barbara Kirch
Barbara Ann Kirch (nach Heirat Grudt; * 2. Mai 1960 in Abington, Pennsylvania) ist eine ehemalige Ruderin aus den Vereinigten Staaten. Sie war Weltmeisterschaftszweite 1982 und Weltmeisterschaftsdritte 1987.

## Sportliche Karriere
Die ehemals 1,83 m große Barbara Kirch begann beim Vesper Boat Club in Philadelphia mit dem Rudersport und gehörte dann zum Ruderteam der University of Pennsylvania. Bei den Weltmeisterschaften 1982 in Luzern erreichte der Vierer mit Steuerfrau mit Kathryn Keeler, Carol Bower, Harriet Metcalf, Barbara Kirch und Steuerfrau Valerie McClain-Ward den zweiten Platz hinter dem Boot aus der Sowjetunion. Bei den Olympischen Spielen 1984 in Los Angeles trat Kirch mit Charlene Towne im Zweier ohne Steuerfrau an, die beiden belegten den fünften Platz.
Drei Jahre später traten Anne Marden und Barbara Kirch bei den Weltmeisterschaften 1987 in Kopenhagen im Doppelzweier an und gewannen die Bronzemedaille hinter den Bulgarinnen und den Rumäninnen. Bei den Olympischen Spielen 1988 in Seoul trat Kirch wieder im Zweier ohne Steuerfrau an, diesmal mit Mara Keggi, die beiden belegten den sechsten Platz.
Nach ihrer aktiven Karriere wurde Kirch Rudertrainerin. Von 1996 bis 1998 betreute sie die Juniorinnen aus den Vereinigten Staaten bei internationalen Meisterschaften. 2010 wurde sie Mitglied der Jugend-Kommission des Weltruderverbands FISA.